# Acacia legnota
Acacia legnota — вид квіткових рослин з родини бобових. Ареал: Австралія (Квінсленд).

## Середовище
Росте часто на дюнах або в чагарникових вересовищах, які зазвичай часто оточують струмки чи лагуни, що ростуть на піщаному ґрунті.

## Біоморфологічна характеристика
Це кущ або невелике дерево, яке зазвичай досягає висоти від 2 до 4 метри і має гладку сіру кору з очевидними білими сочевицями та голими гілочками. Філодії тонкі, шкірясті, голі та вічнозелені, мають вузькоеліптичну або зворотно-еліптичну форму, серпуваті, з довжиною від 12 до 18 см і шириною від 8 до 19 мм і мають шість-вісім головних жилок. Під час цвітіння в червні утворює прості суцвіття, розташовані групами по два-чотири в пазухах із сферичними квітковими головками діаметром від 5 до 6 мм і містять близько 35 квіток золотистого кольору. Голі та шкірясті стручки, які утворюються пізніше, мають лінійну форму, але округлені над кожним із насіння у довжину до 12 см і вшир приблизно 9 мм і містять тьмяне темно-коричневе насіння з широкоеліптичною формою та довжиною приблизно 5 мм.